# 新長田駅
新長田駅（しんながたえき）は、兵庫県神戸市長田区にある、西日本旅客鉄道（JR西日本）・神戸市営地下鉄の駅である。JR西日本の駅番号はJR-A65。神戸市営地下鉄の駅番号は西神・山手線がS09、海岸線がK10。

## 概要
神戸市の西部副都心を形成する新長田地区に位置するターミナル駅である。
JR西日本の駅には山陽本線が乗り入れており、「JR神戸線」の路線愛称区間やアーバンネットワークに属している。また、特定都区市内制度における「神戸市内」にも含まれており、三ノ宮駅・元町駅・神戸駅と同様に山陽新幹線新神戸駅との連絡扱いを行っている。
神戸市営地下鉄の駅には西神・山手線と海岸線が乗り入れており、このうち海岸線は当駅を起点としている。なお「西神・山手線」は営業上の呼称で、線路名称上は当駅より長田駅方が山手線、板宿駅方が名谷駅まで西神線であるため、両線の境界にもなっており、厳密には3路線が乗り入れている。
JR西日本の駅はICOCA、地下鉄の駅はPiTaPaとスルッとKANSAI対応カードの利用エリアに属している。

## 歴史

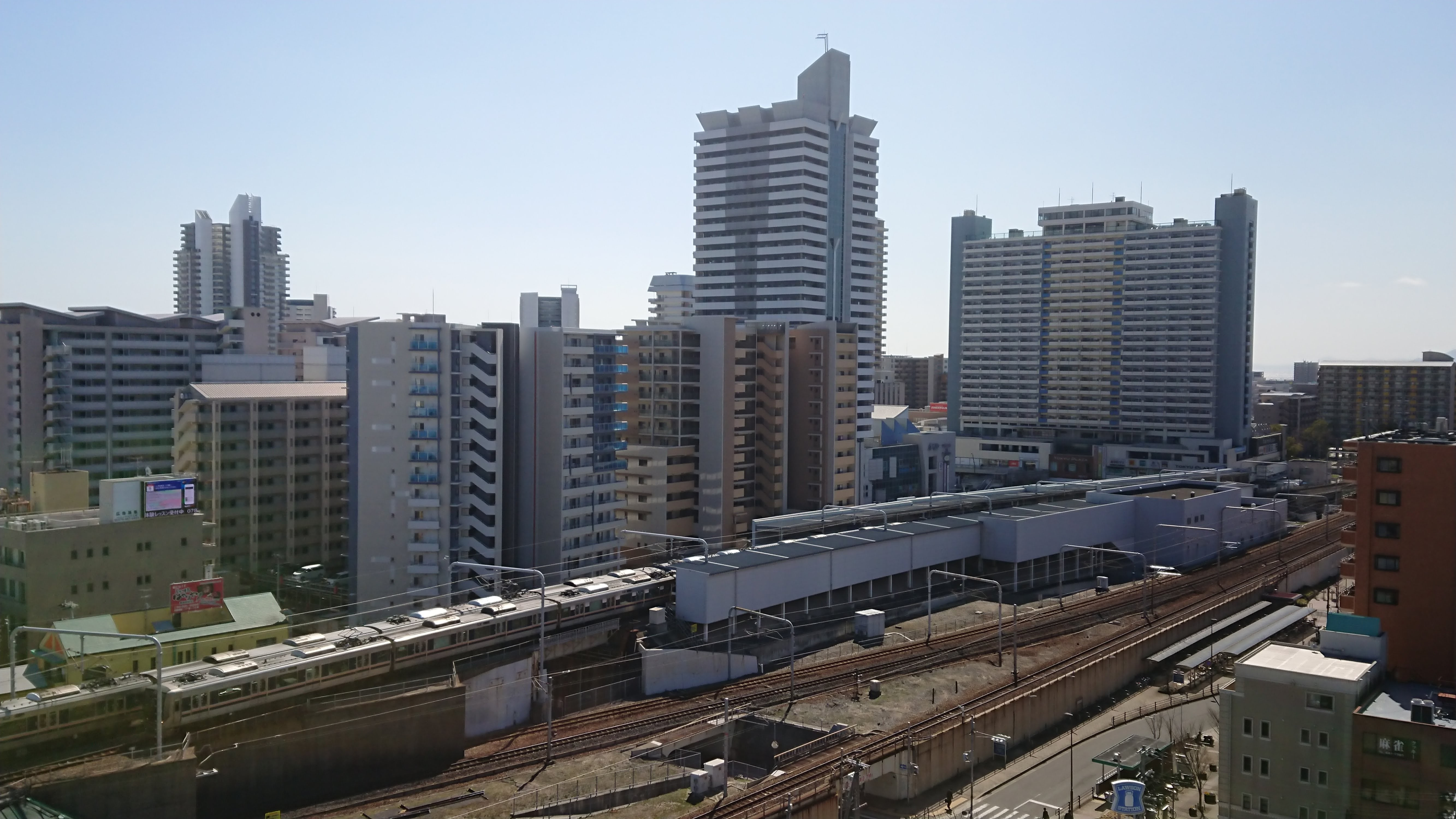
電車線と列車線が写真左側の鉄道橋で交差する。駅南側は多くの再開発ビルが立ち並ぶ。

現在は、長田区内で最も多い乗降客数を誇る中心駅であるが、旧来の「長田地区」には位置しておらず「駒ヶ林地区」との間（駒ヶ林寄り）の位置となる。路線はそれぞれの村からも遠く離れていたため、明治時代には田園風景が広がっており、山陽鉄道によって現在の山陽本線が敷設されるも駅は設置されなかった。周辺地域の市街化とともに高架化・5線化された山陽本線であるが、兵庫駅出発後、電車線と列車線が方向別複々線から立体的に入れ替わり線路別複々線となる。のちにこの立体交差の西側の用地で電車線のみに設置された駅が当駅である。
当駅は、神戸市営地下鉄の西神・山手線で東隣の長田駅や、その近隣にある阪神神戸高速線の高速長田駅よりも先に開業したが、所在地名に「新」を冠した駅名となっている。これは、既に開業済みであった他路線の長田駅との重複を避けることが主な目的とされているが、長田区内でも旧来の「長田地区」ではなく「駒ヶ林地区」に位置しているためでもある。なお、当駅開業の9年前（1945年）まで長田区は「林田区」（駒ヶ林と長田の合成地名）と称していた。当駅開業時には既に山陽電鉄長田駅が1910年に、神戸電鉄長田駅が1928年に開業している（山陽電鉄長田駅は代替駅となる高速長田駅開業により1968年に廃止となる）。
1965年に策定された「神戸市総合基本計画」では当駅周辺が神戸市の「西部副都心」として位置づけられ、国鉄（現JR西日本）新長田駅開業より二十数年後、須磨ニュータウンと市街地を結ぶ路線として神戸市営地下鉄西神線が開業、市街地側のターミナル駅として神戸市営地下鉄新長田駅が開業。1977年3月12日午前10時5分に当駅改札口でテープカットが行われ式典電車が出発、翌日開業した。続いて三宮方へ向かう山手線が開業し、交通の要衝として機能した。一時期、西神・山手線で運行された快速電車も当駅を停車し、東は三宮、西は名谷までノンストップで運行された。多くの商店街が存在する当地区周辺は住商混在地域として古くからの密集住宅が立ち並ぶ光景が広がっており、国鉄駅北側に設置された地下鉄駅により、北側の道路拡幅などは行われたものの、南側は依然古くからの街並みとなっていた。そのため、1991年（平成3年）3月8日に「新長田駅前地区第一種市街地再開発事業」が都市計画決定され、駅前広場の設置とともに周辺の整備が行われ始めていた。しかし整備途中の1995年（平成7年）1月17日の阪神・淡路大震災によりJR・地下鉄駅ともに大きな被害を受け、どちらも路線の運行再開後も当面の通過措置が行われた。駅舎を一から構築しなおすこととなったJRでは五位ノ池線を挟んで西側に仮設ホーム・改札口を設けていた時期もあった。
震災後は、甚大な被害を受けた市街地の復興と防災公園などを中心とした防災拠点の構築、良質な住宅の供給、地域の活性化や都心拠点にふさわしい都市機能の整備をはかるため「新長田駅南地区震災復興第二種市街地再開発事業」が都市計画決定された。1999年には駅前広場の供用が開始され、2001年には震災前より建設されていた海岸線が当駅を起点に開業。「くつのまち・ながた構想」等を掲げた産業交流や乗り換えの拠点として発展している。

### JR西日本
- 1954年（昭和29年）4月1日：日本国有鉄道山陽本線の兵庫駅 - 鷹取駅間に新設開業[1][6]。旅客および荷物扱いのみ[6]。
- 1961年（昭和36年）4月15日：地元の負担により東口が開設される[7]。
- 1977年（昭和52年）3月13日：荷物扱いを廃止[6]。
- 1987年（昭和62年）4月1日：国鉄分割民営化により、西日本旅客鉄道（JR西日本）の駅となる[6]。
- 1988年（昭和63年）3月13日：路線愛称の制定により、「JR神戸線」の愛称を使用開始。
- 1995年（平成7年）
  - 1月17日：阪神・淡路大震災により盛土が崩壊し、駅舎・ホームが全壊する[1][8]。
  - 1月30日：神戸駅 - 須磨駅間の運行が再開されたが、当駅は通過措置がとられる[1]。
  - 3月10日：市道を挟んで西側200mの位置に仮設駅舎・仮設ホームを設置して営業を再開[8]。
- 1996年（平成8年）
  - 4月3日：新駅舎での営業を開始[8][9]。エレベーター、エスカレーターの使用を開始[8]。
  - 7月20日：日中の神戸駅折り返しの普通が須磨駅まで延長され、この時間帯の停車列車が1時間に4本から8本に増発[9]。
- 1997年（平成9年）
  - 3月8日：JR神戸線標準接近メロディ「さざなみ」導入[10]。
  - 11月1日：自動改札機を設置し、供用開始[11]。
- 2002年（平成14年）7月29日：JR京都・神戸線運行管理システム導入[12]。
- 2003年（平成15年）11月1日：ICカード「ICOCA」の利用が可能となる。
- 2007年（平成19年）3月18日：駅自動放送を更新。
- 2015年（平成27年）3月12日：入線警告音の見直しに伴い、接近メロディをJR神戸線標準接近メロディ「さざなみ」の音質見直し版に再び変更する[13]。
- 2018年（平成30年）3月17日：駅ナンバリングが導入され、使用を開始する[14]。
- 2025年（令和7年）
  - 5月31日：みどりの窓口の営業を終了[15]。
  - 6月1日：みどりの券売機プラスを導入[15]。

### 神戸市営地下鉄
- 1977年（昭和52年）3月13日：西神・山手線の名谷駅 - 当駅間が開業した際にその終点として設置[2]。
- 1983年（昭和58年）6月17日：当駅 - 大倉山駅間が延伸開業、中間駅となる。
- 1995年（平成7年）
  - 1月17日：阪神・淡路大震災で被災し、営業休止。
  - 2月16日：西神・山手線の運行が再開されるが、当駅は通過[16]。
  - 3月16日：営業再開[17]。
- 2001年（平成13年）7月7日：海岸線が開業（「西神・山手線」の名称も使用開始）[18]。連絡通路使用開始。
- 2010年（平成22年）7月7日：鉄人28号のモニュメントが駅前にあることにちなみ、鉄人28号前の副駅名が付けられる。
- 2021年（令和3年）9月4日：西神・山手線1番線のホームドアの使用を開始[19]。
- 2022年（令和4年）6月20日：西神・山手線 大規模修繕工事開始。

## 駅構造

### JR西日本
2面2線の相対式ホームを持つ高架駅。分岐器や絶対信号機を持たないため、停留所に分類される。直営駅で、神戸駅の被管理駅である。第1回近畿の駅百選に選定された。
当駅の兵庫方を境にして、電車線と列車線が南北に分岐している関係で、当駅は電車線のみにホームが設けられている。
改札口は鷹取寄りの1ヶ所のみで、南北に出入口が通じている。出入口が分岐する付近には、『セブン-イレブン ハートイン』（セブン銀行のATMも設置）やイオン銀行のATMがある。阪神・淡路大震災に被災する前の駅舎には、兵庫方にも改札口があった他、駅西側の五位ノ池線に面する形で電車線と列車線の間に改札口があった（現在は駐輪場）。
当駅には普通のみが停車する。しかし、快速の停車駅である兵庫駅や西宮駅とほぼ同じ2万人を超える乗車人員を記録していることや、神戸市営地下鉄の2つの路線と接続していることなどから快速の停車を望む声が出ており、署名運動も行なわれているが、ホームの長さが足らず延長も難しいことなどから快速停車は現在のところ行われていない。

#### のりば
| のりば | 路線     | 方向 | 行先                   |
| ------ | -------- | ---- | ---------------------- |
| 1      | JR神戸線 | 上り | 三ノ宮・尼崎・大阪方面 |
| 2      | JR神戸線 | 下り | 西明石・姫路方面       |

- 上表の路線名は旅客案内上の名称（愛称）で表記している。

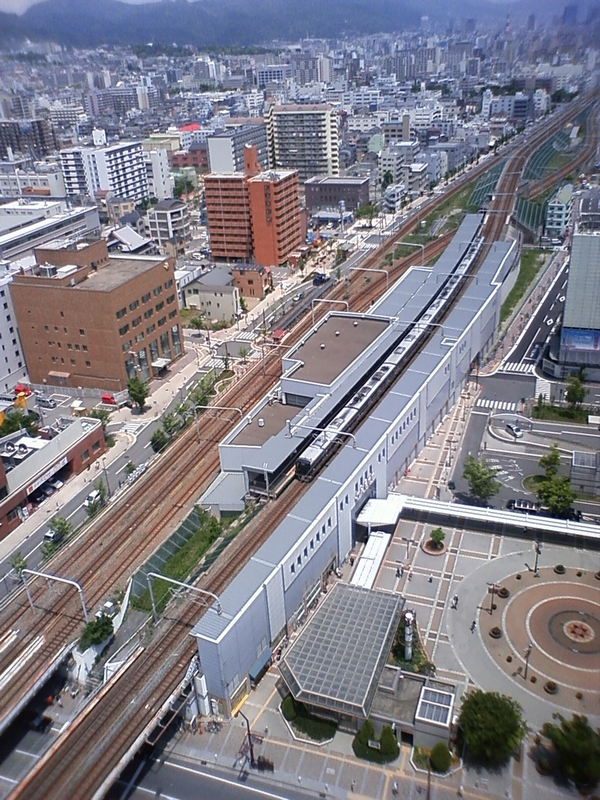
JR俯瞰図 上が兵庫駅方向
写真右上（東側）に列車線下り線および小運転線（兵庫駅地平プラットホーム-鷹取駅間）と電車線との立体交差が見える。

#### ダイヤ
日中時間帯は1時間に8本が停車する。朝ラッシュ時は本数が多くなる。

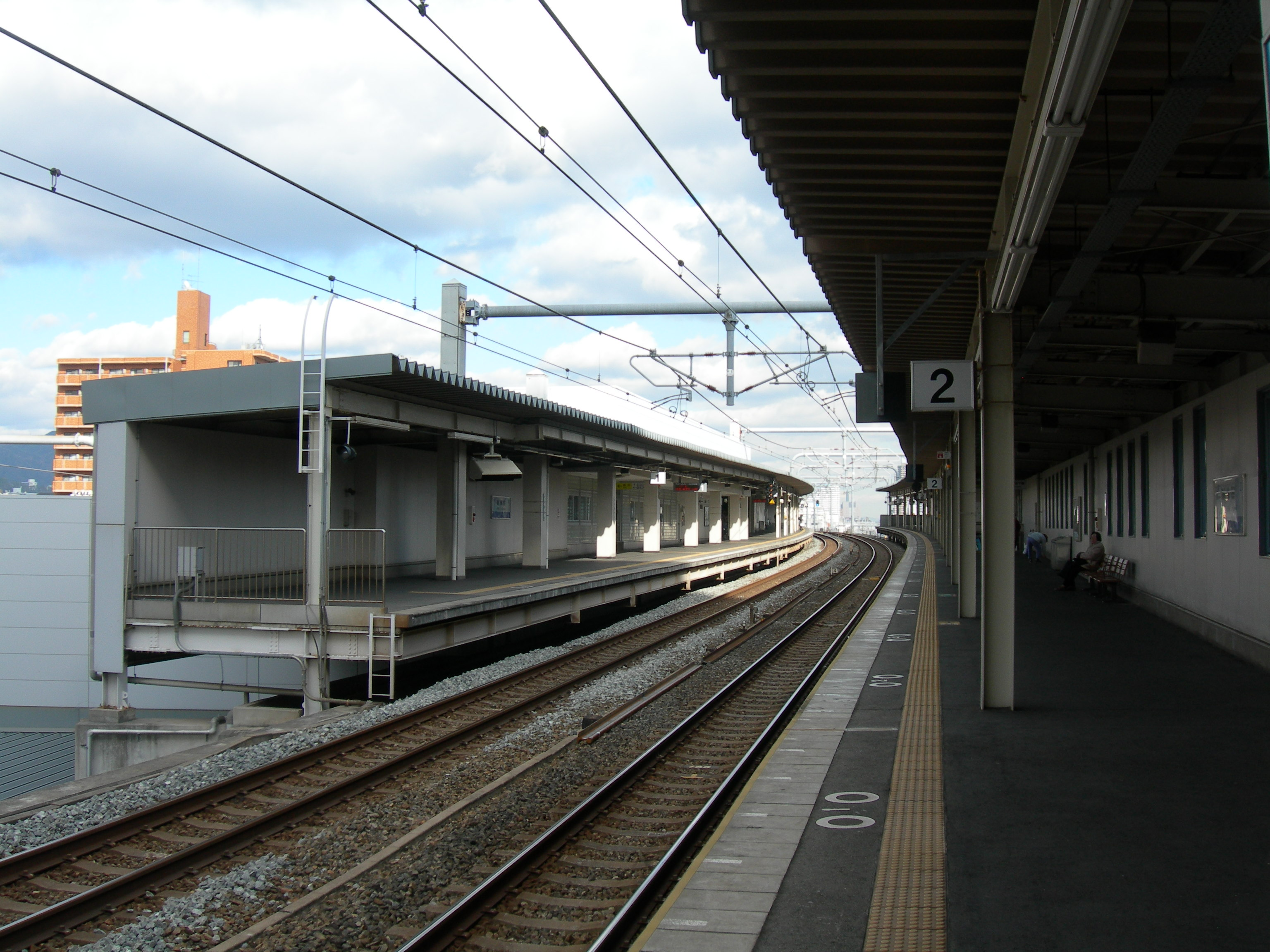
ホーム（2008年1月）

### 神戸市営地下鉄
西神・山手線と海岸線の2路線が接続する。「鉄人28号前」という副駅名が付いている（#駅周辺参照）。
両線は改札内の連絡通路で繋がっているが、当駅では一旦乗車してきた路線の改札を出場し、もう一方の路線の改札から再入場する方法（いわゆるラッチ外接続）も選択することができる。この方法で乗り換える場合は、再入場までの時間制限（90分以内）が設けられている他、普通券と回数券では乗り継ぎ専用の精算機で一時出場の処理が必要となる。
西神・山手線の改札外に、神戸市交通局の定期券売り場が設置されている。

#### 西神・山手線
地下1階にコンコースと改札、地下2階に1面2線の島式ホームがある地下駅。海岸線への連絡通路は、ホームの西端から延びている。
トイレは改札内にある。
駅イメージテーマは「鳩」で、それに合わせて開業時に百羽以上のアルミ箔で出来た鳩が飛び交うようにホームの壁面に設置された。ホーム壁の他、新長田地下鉄ビルの壁面やホームのベンチなど至る所に鳩を模したデザインが施されている。過去には「ハトの泉」と呼ばれる泉もあった。
名谷方・三宮方ともに当駅で折り返しができるように渡り線が設けられている。通常のダイヤでは折り返しの設定はないが、1995年の阪神・淡路大震災直後の仮復旧時などで活用されたことがある。
運転関係上、列車の出発時には、発車予告ブザーが鳴動する。
2020年12月から2021年1月まで『新長田駅リニューアルデザイン総選挙』として3つの案を地下鉄車内や駅構内で提示して投票を実施した。投票の結果、「緑と光」と題したデザインが選ばれ、改修工事に着手することになった。
この改修工事により、駅東出入口の屋根を建て替えるため、2022年8月から2023年3月ごろまで駅東出入り口と改札東側の通路が閉鎖される。コンコースや地下2階のホーム、JR新長田駅との連絡部分なども内装が変更される。大規模改修は2024年3月15日に終了した。

##### のりば
| 番線 | 路線         | 行先                          |
| ---- | ------------ | ----------------------------- |
| 1    | 西神・山手線 | ■三宮・新神戸・谷上方面       |
| 2    | 西神・山手線 | □名谷・学園都市・西神中央方面 |

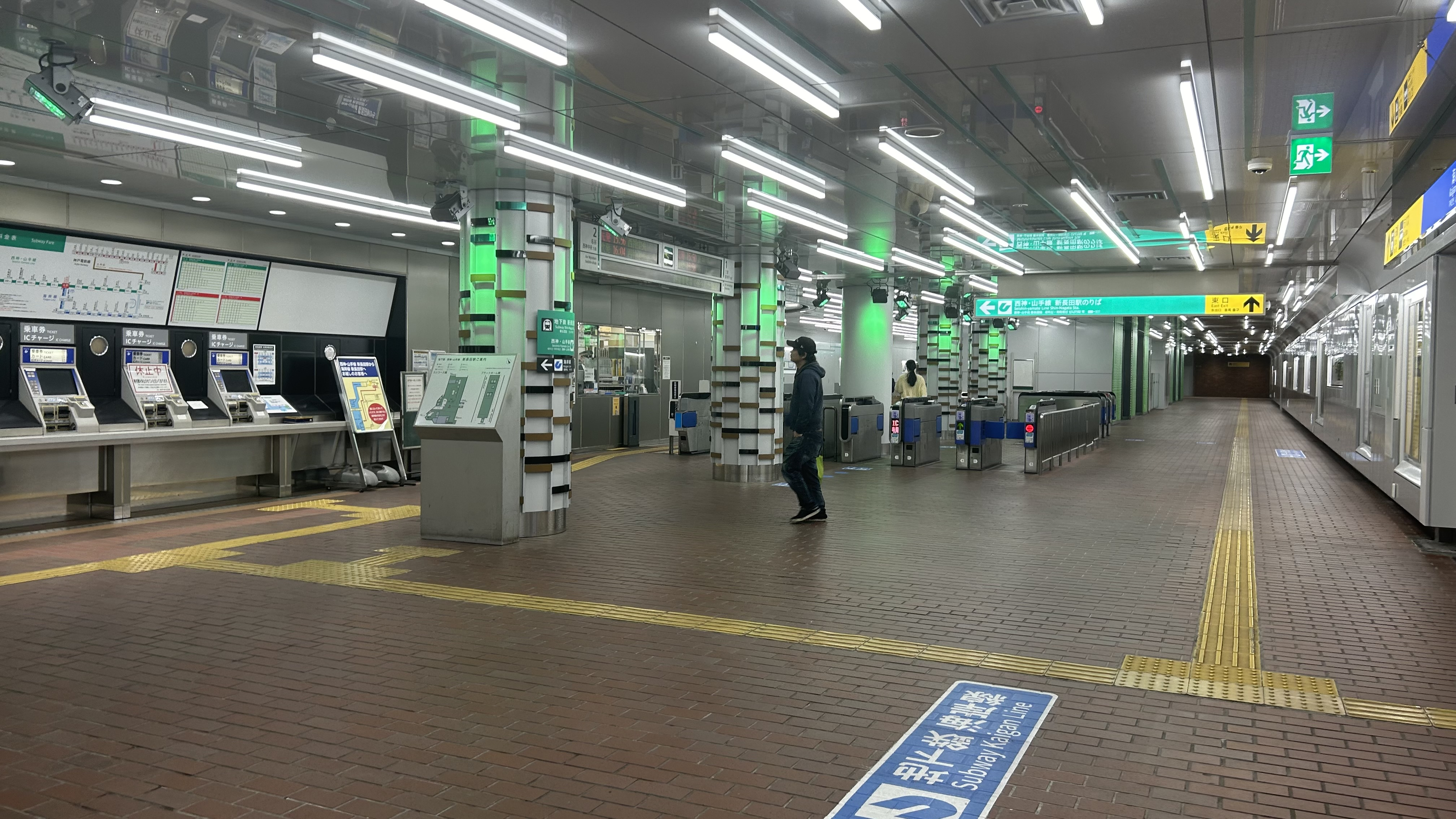
西神・山手線改札口（2024年4月）
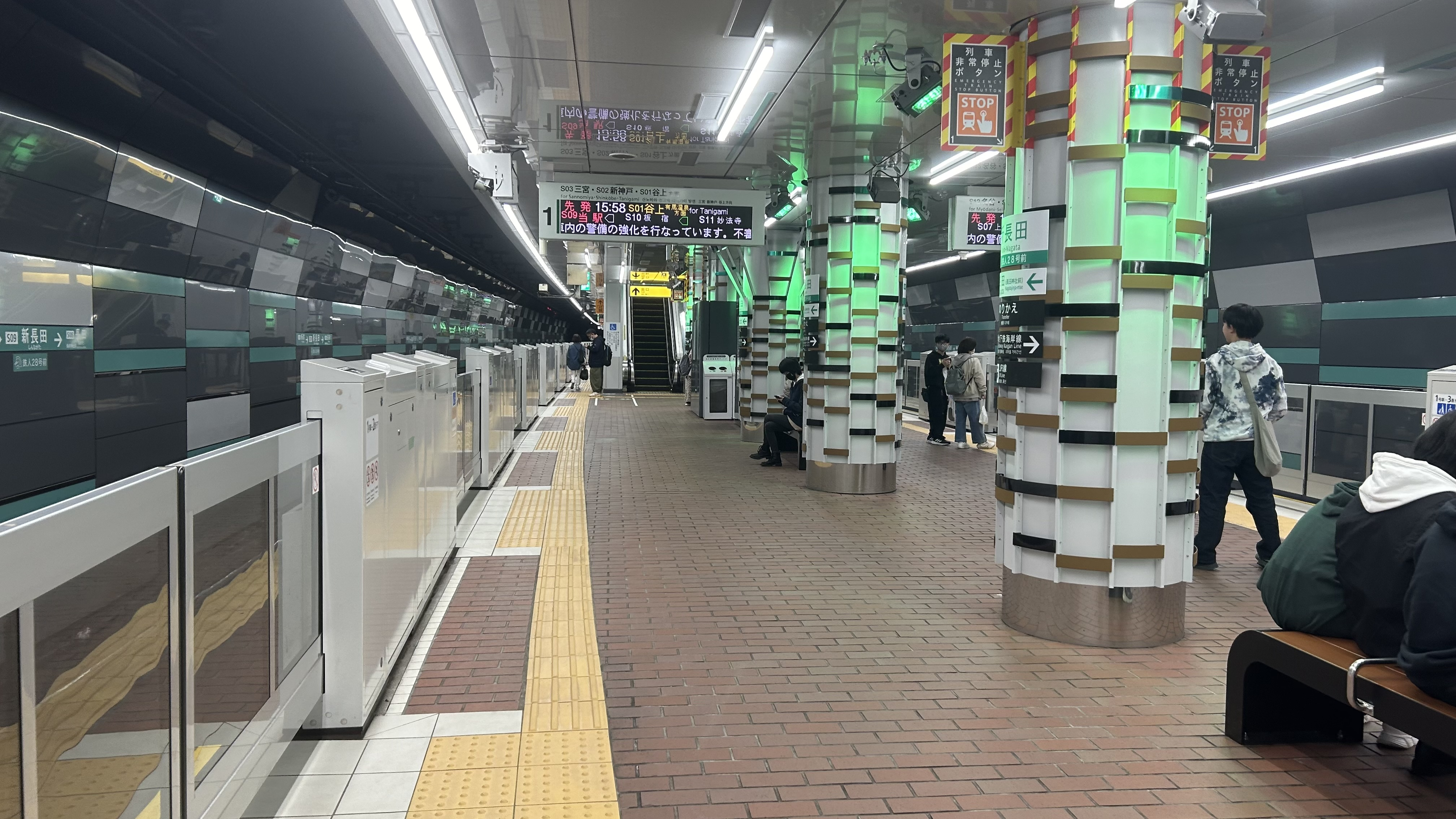
西神・山手線ホーム（2024年4月）
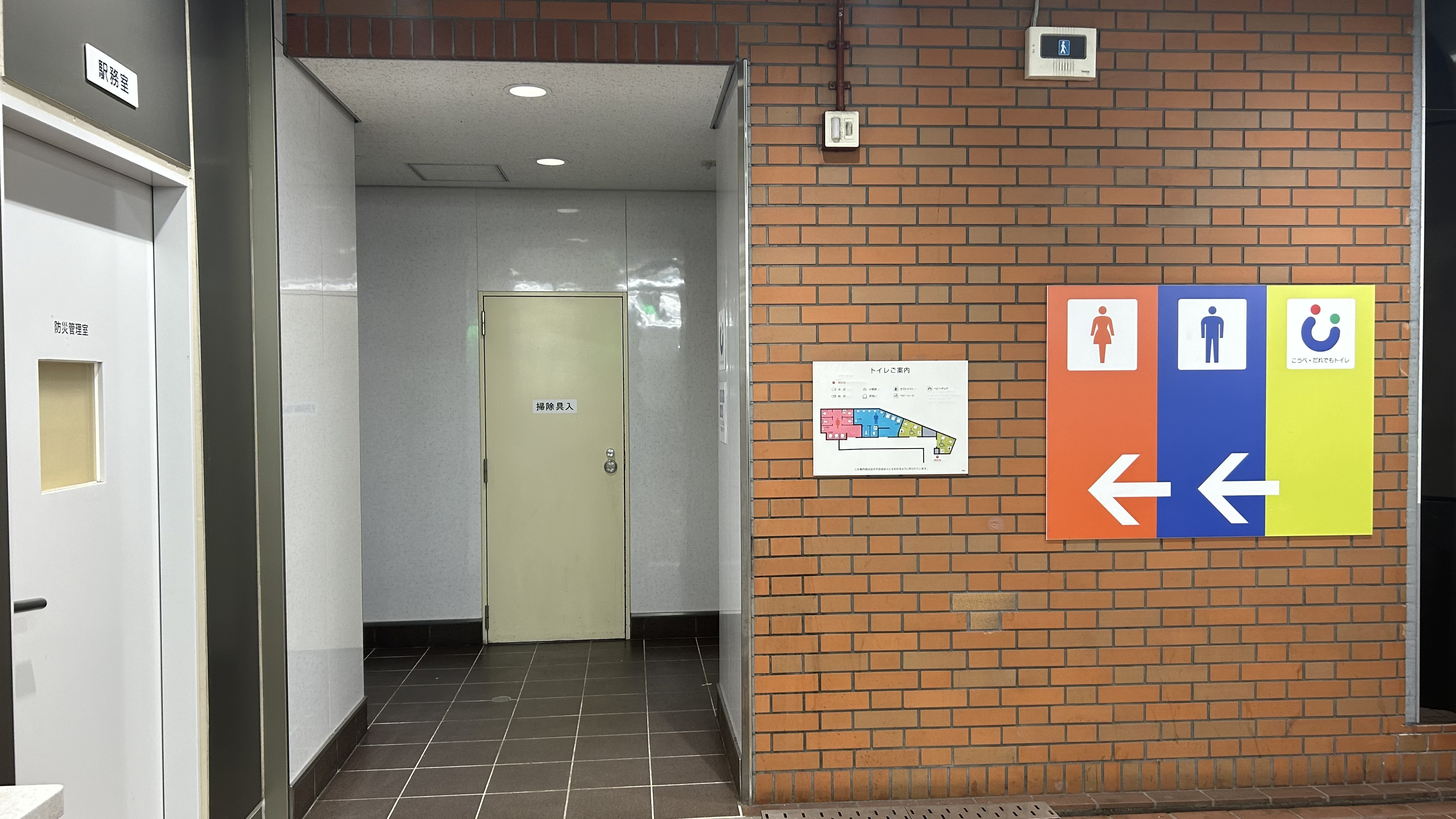
西神・山手線トイレ
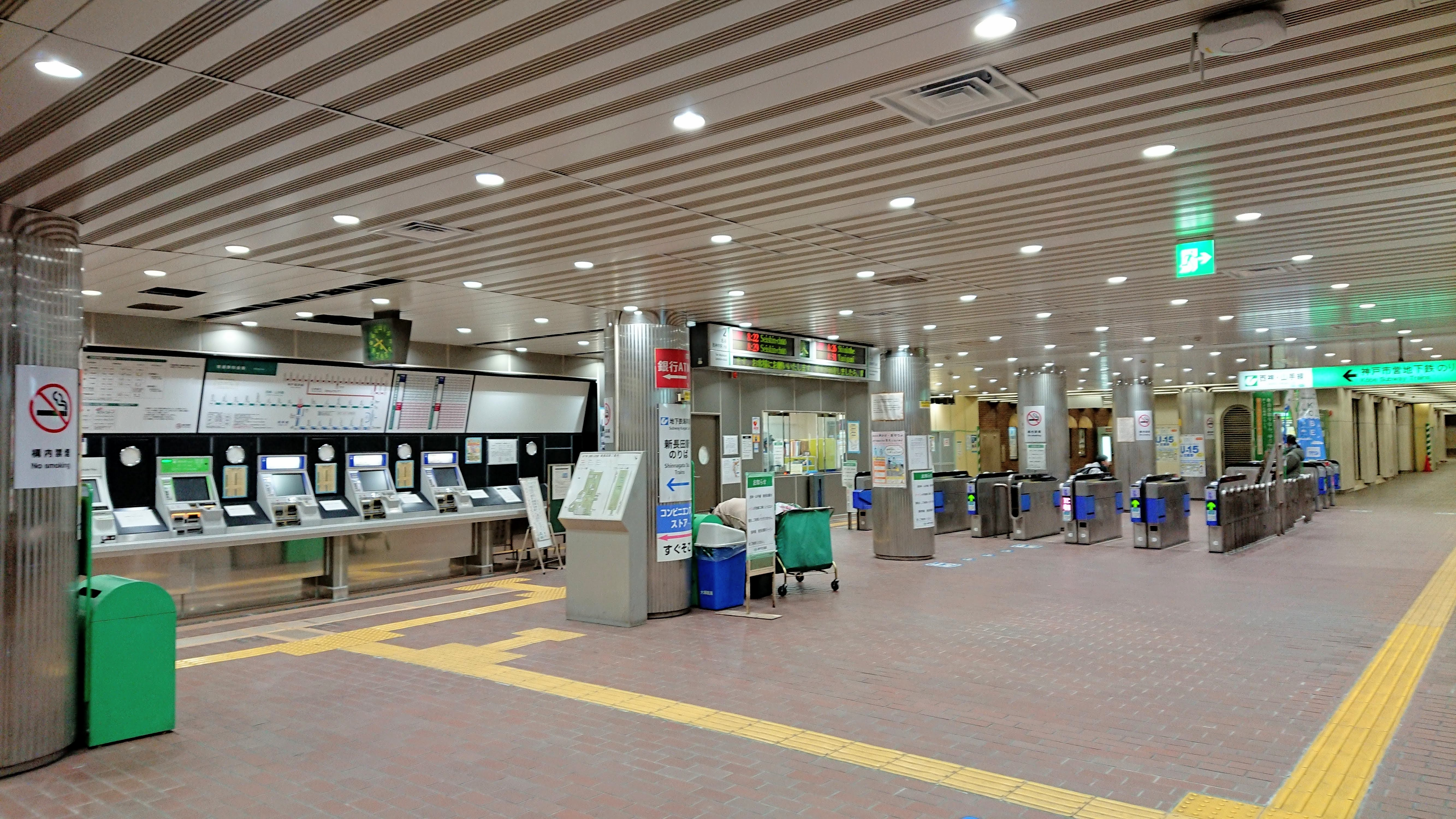
西神・山手線改札口 (リニューアル前、2018年2月)
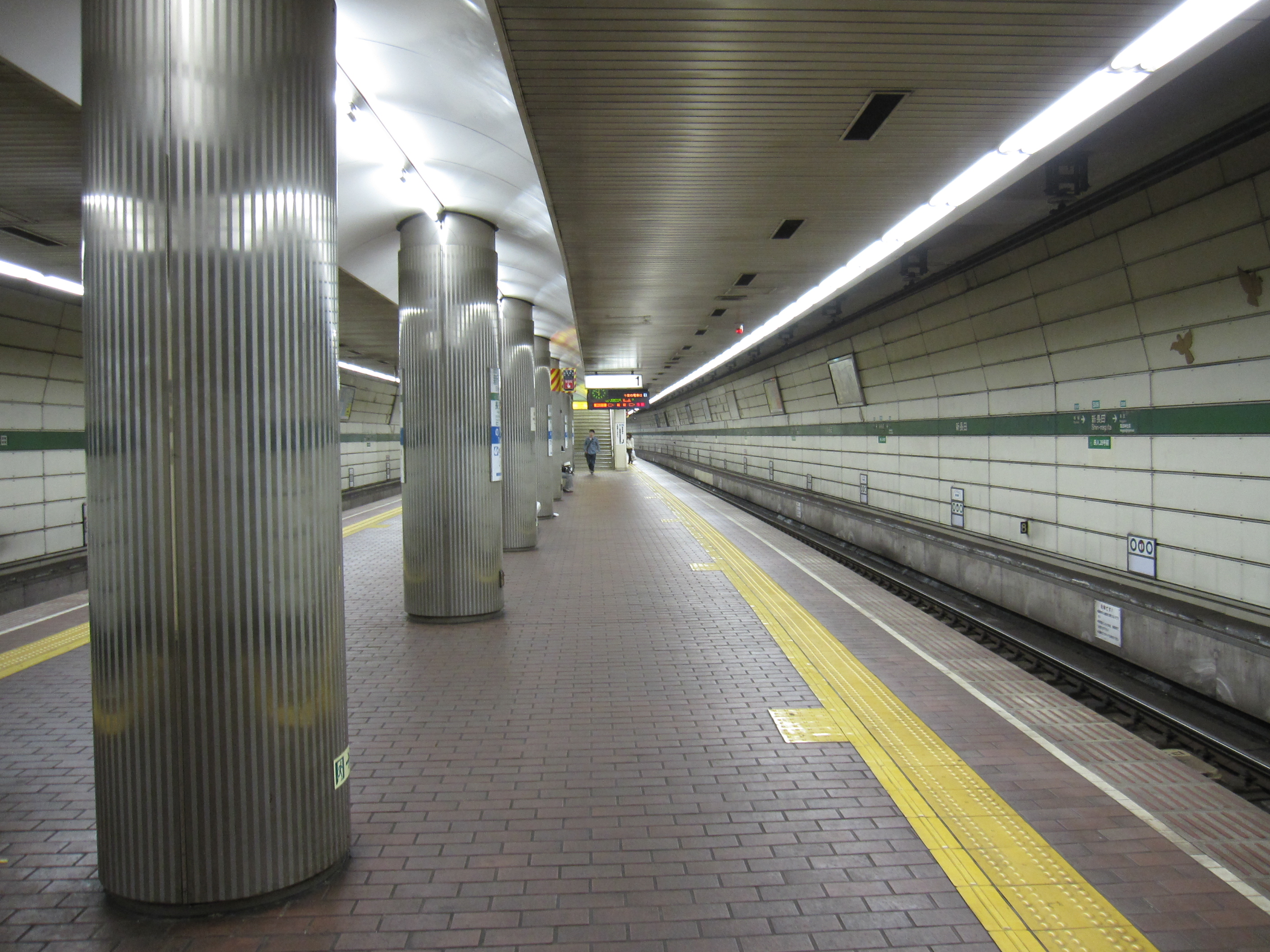
西神・山手線ホーム (リニューアル前、2011年10月)

#### 海岸線
地下1階にコンコースと改札、地下2階に1面2線の島式ホームがある頭端式地下駅。当駅のイメージテーマは「活力あるまちの再生」。
JRや西神・山手線の駅とは直交する形で、各駅の南側、市道五位ノ池線の地下にあたる位置に設置された。改札内・外どちらも並行して西神・山手線ホーム・改札口と接続する他、商業施設のジョイプラザ（新長田駅前ビル）、ピフレ新長田とも地下通路で連絡する。また、大橋地下道、アスタくにづかを経由することで駒ヶ林駅まで地下通路で歩くことが可能。
プラットホーム壁には薄いブルーの地に黄色の波を施し、海岸線の始発駅であることと、これから再生していこうとするまちが内に秘めたうねるエネルギーを表現。また、コンコースは明るく見通しがよく、変化に富む空間になるよう明るい色の仕上材を多用し、周辺の商業地の持つ華やかさを表現。一方で、改札外コンコースの通路とJR駅前広場へ向かうスロープの間の壁の一部には採光を兼ねた小さなショーケースを配し、展示を行えるようなスペースを設けた。
トイレは改札内の西神・山手線連絡通路横にある。
夜間滞泊の設定がある。コンコースでは、1日4回『鉄人28号』のテーマソングが流れている。
女子フィギュアスケート選手の坂本花織の赤ちゃん時代の手形足形が当駅に飾られている。

##### のりば
| 番線 | 路線   | 行先               |
| ---- | ------ | ------------------ |
| 1・2 | 海岸線 | 三宮・花時計前方面 |

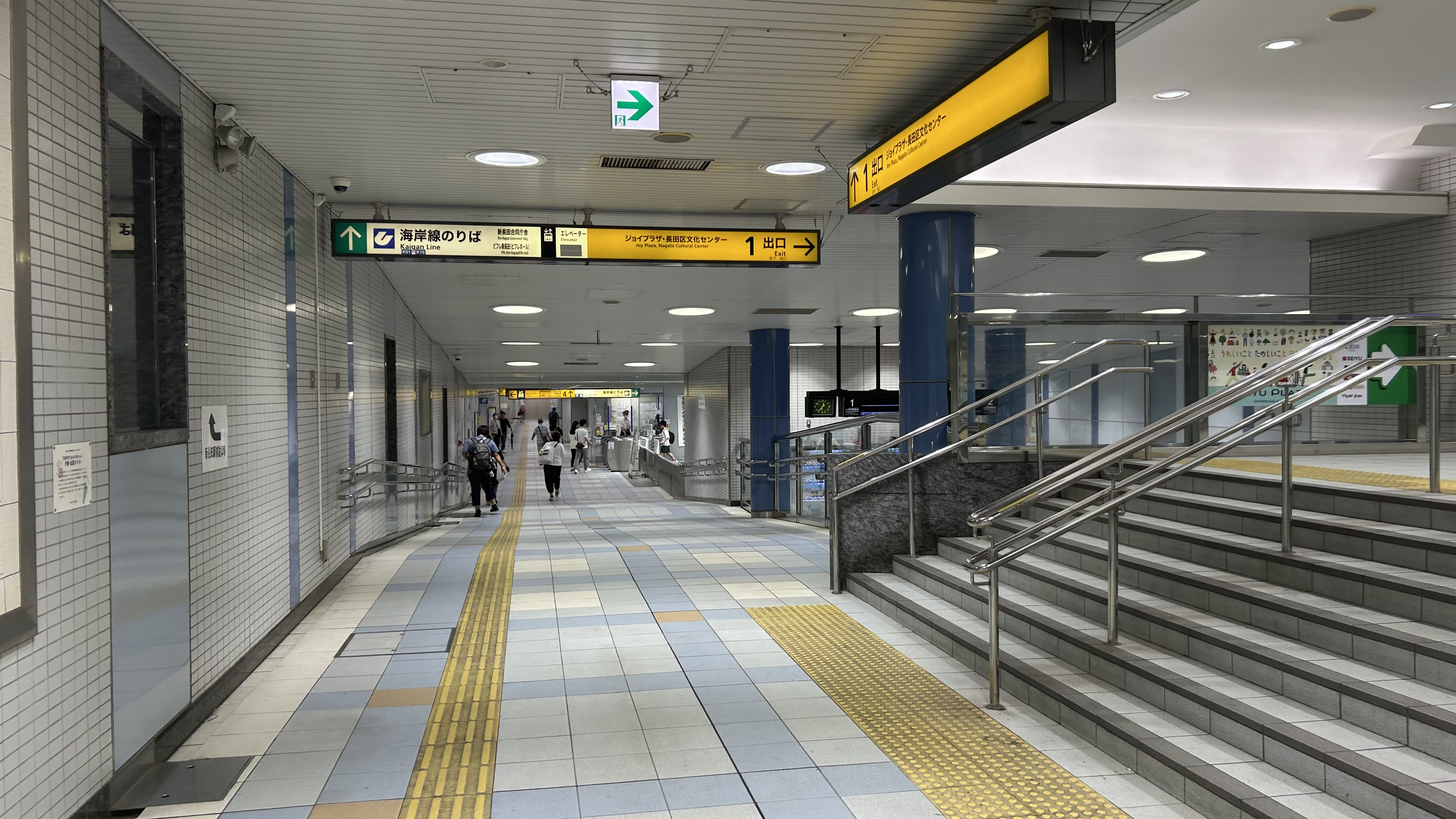
コンコース（2024年9月）
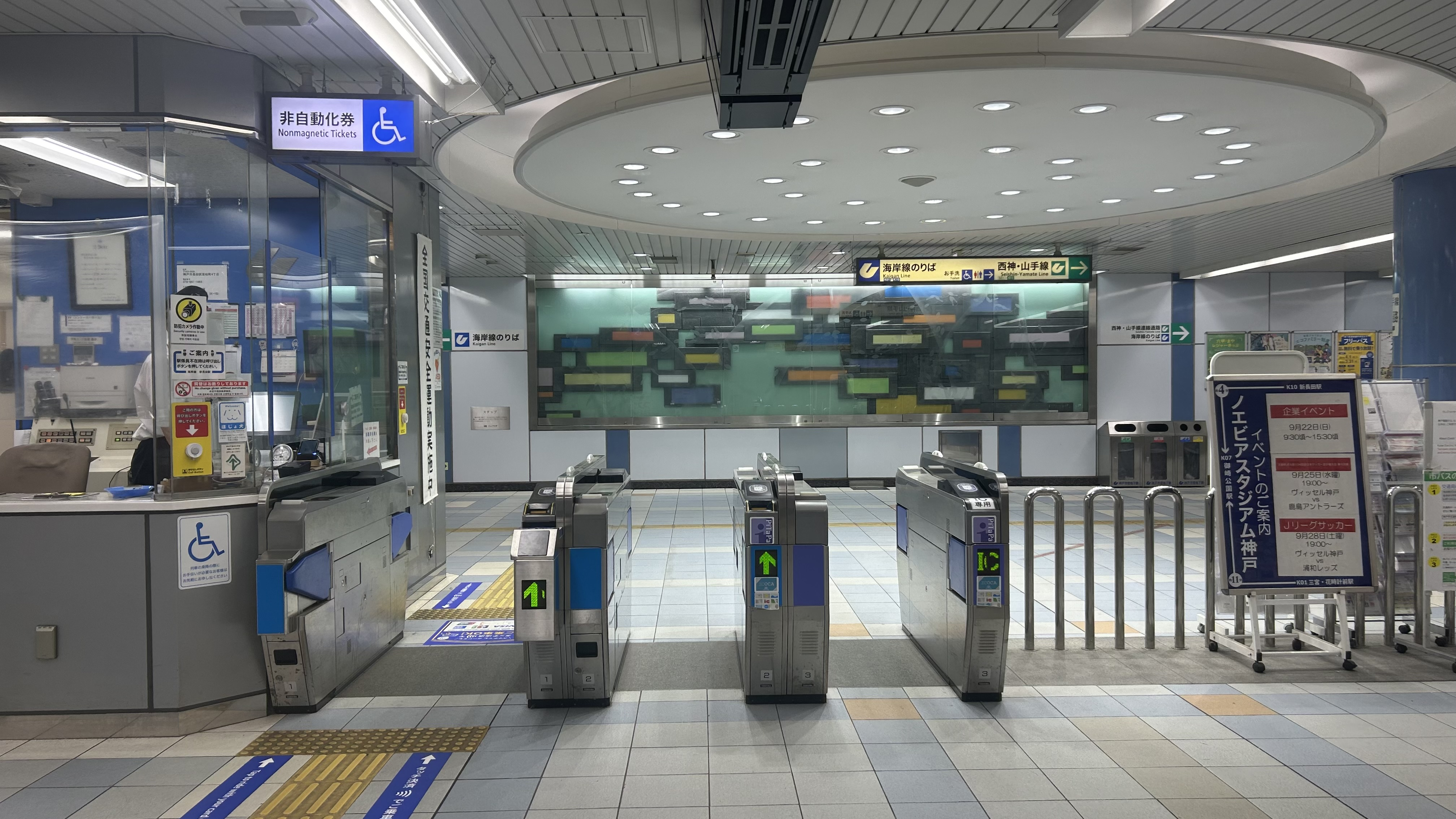
海岸線改札口（2024年9月）
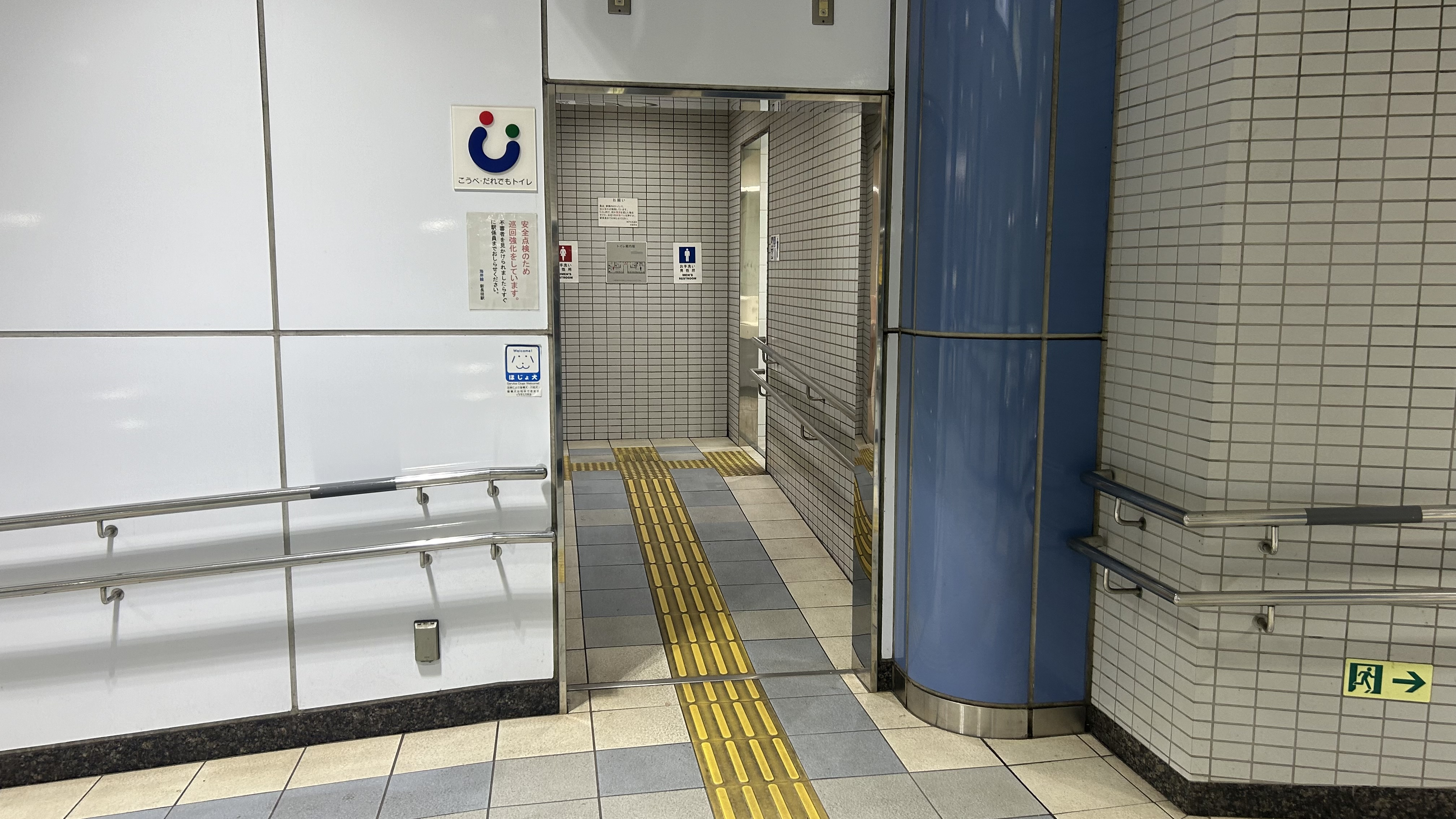
海岸線トイレ
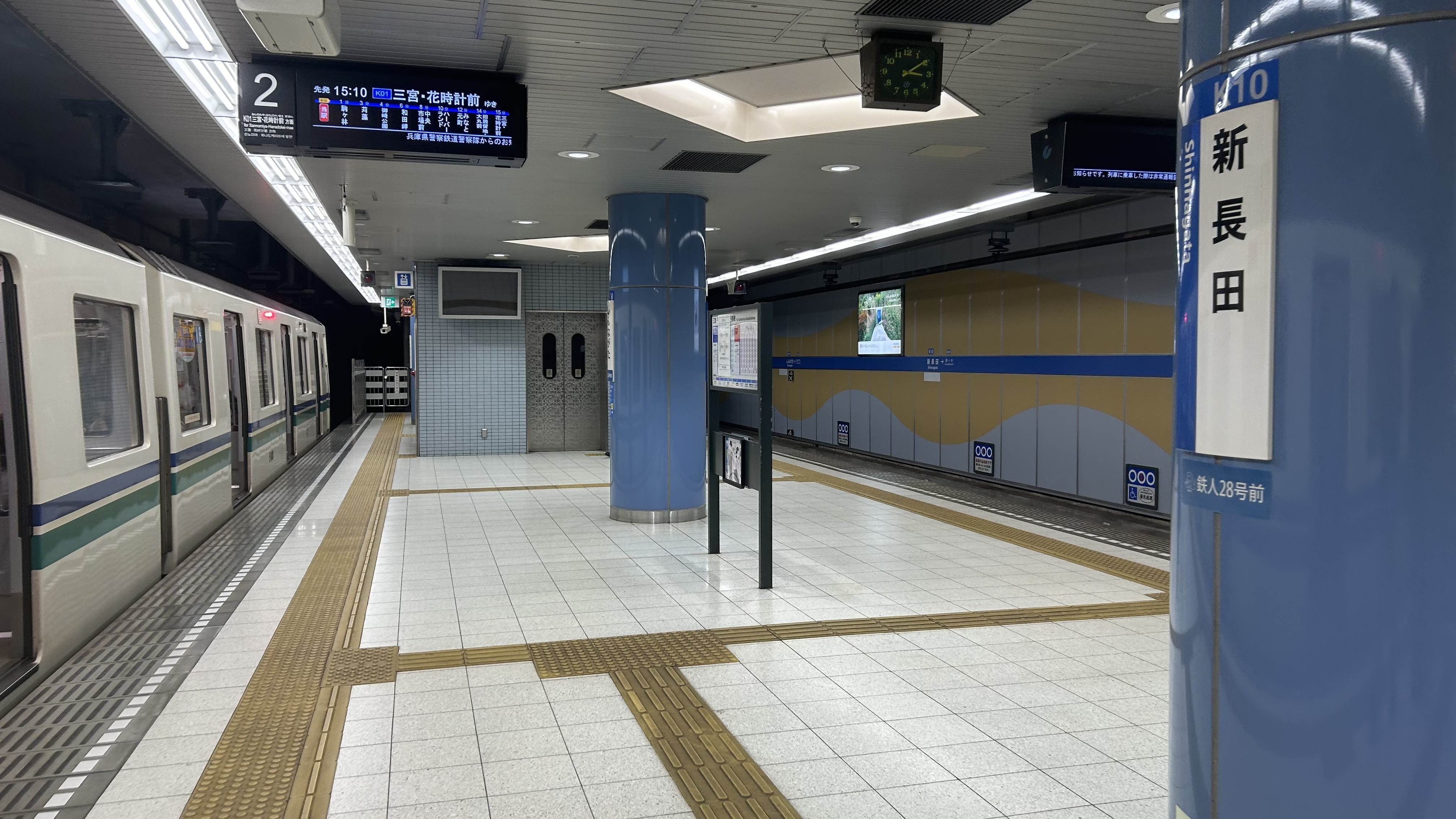
海岸線ホーム（2024年9月）
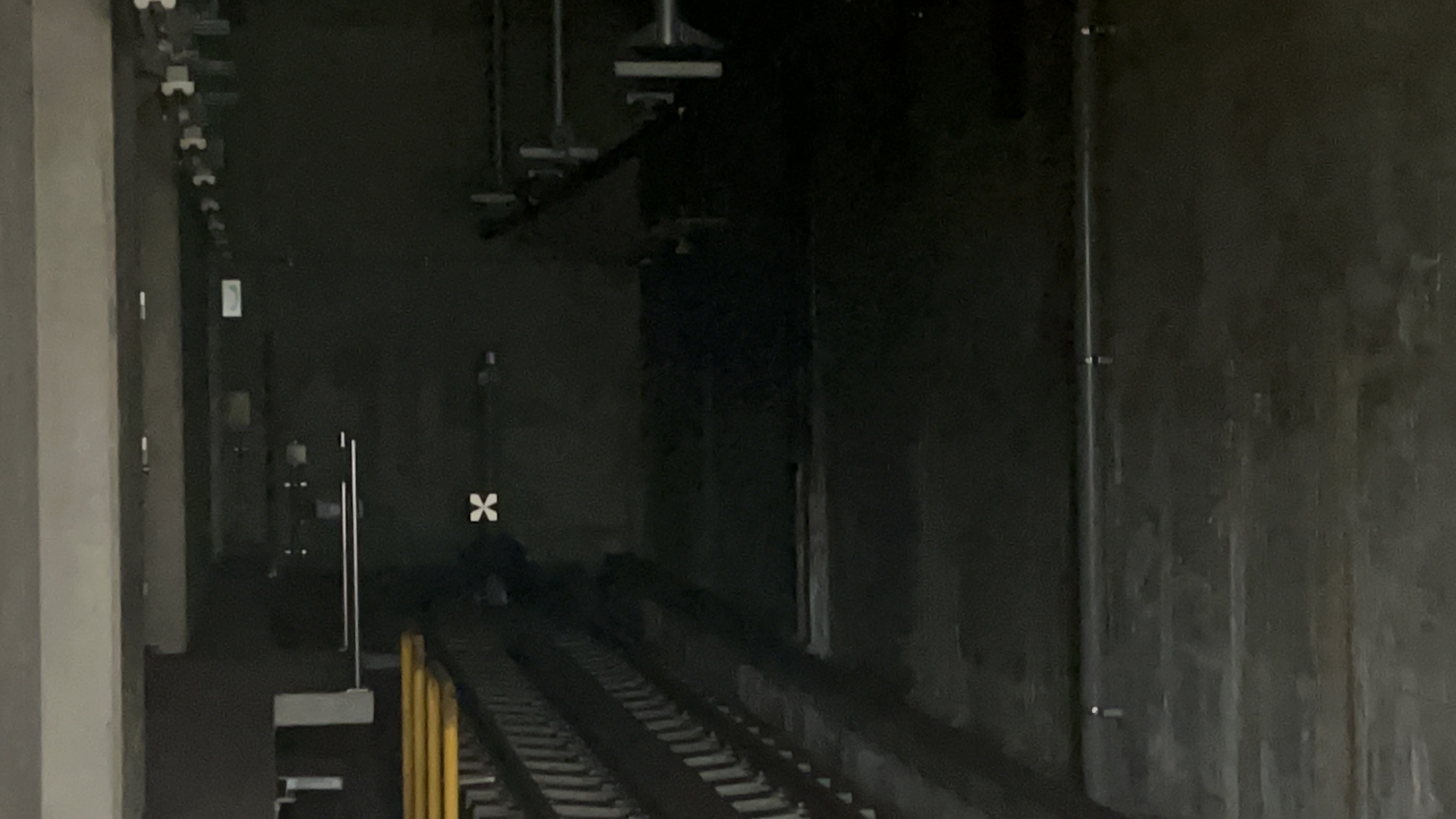
1番線車止め
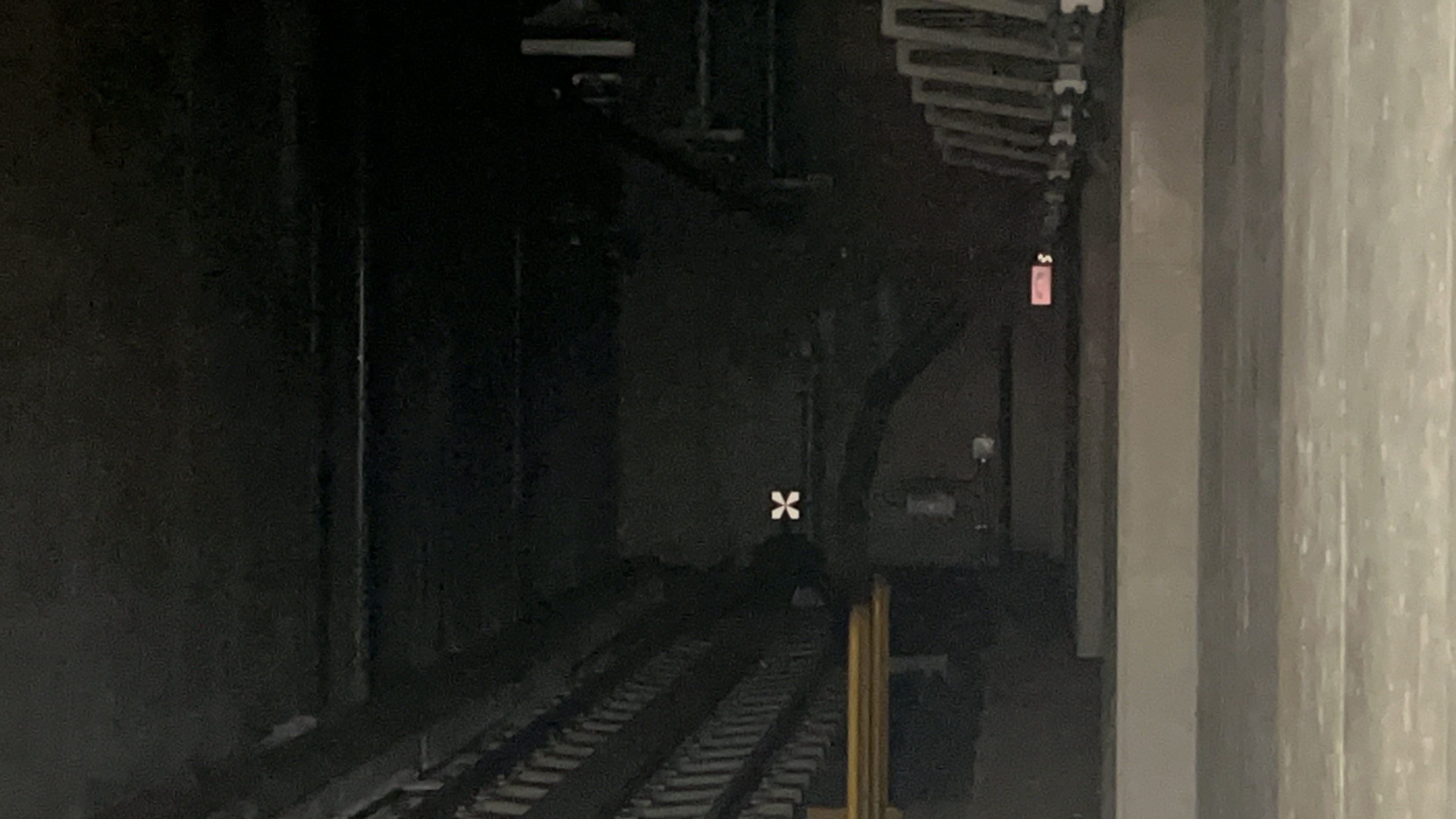
2番線車止め

#### ダイヤ
西神・山手線は、上下とも毎時8本の運行。海岸線は、毎時6本の運行。（両線とも日中時間帯）

#### 出口
出口は合計7か所ある。両線は地下鉄駅構内でも繋がっている。JR線への乗り換えは海岸線からは出口2、西神・山手線からは出口が最寄りである。なお西神・山手線の出口はJRの駅内に繋がっている。
| 出口名称 | 位置                                   | 最寄り路線   | 備考                         |
| -------- | -------------------------------------- | ------------ | ---------------------------- |
| 1        | 北緯34度39分24.5秒 東経135度08分41.3秒 | 海岸線       |                              |
| 2        | 北緯34度39分25.9秒 東経135度08分42.2秒 | 海岸線       |                              |
| 3        | 北緯34度39分25.5秒 東経135度08分41.9秒 | 海岸線       | 駐車場直結・エレベーターあり |
| 4        | 北緯34度39分23.9秒 東経135度08分43.0秒 | 海岸線       |                              |
| 東口     | 北緯34度39分31.0秒 東経135度08分46.4秒 | 西神・山手線 |                              |
| 西口     | 北緯34度39分27.3秒 東経135度08分39.3秒 | 西神・山手線 |                              |
| 出口     | JR新長田駅直結                         | 西神・山手線 |                              |

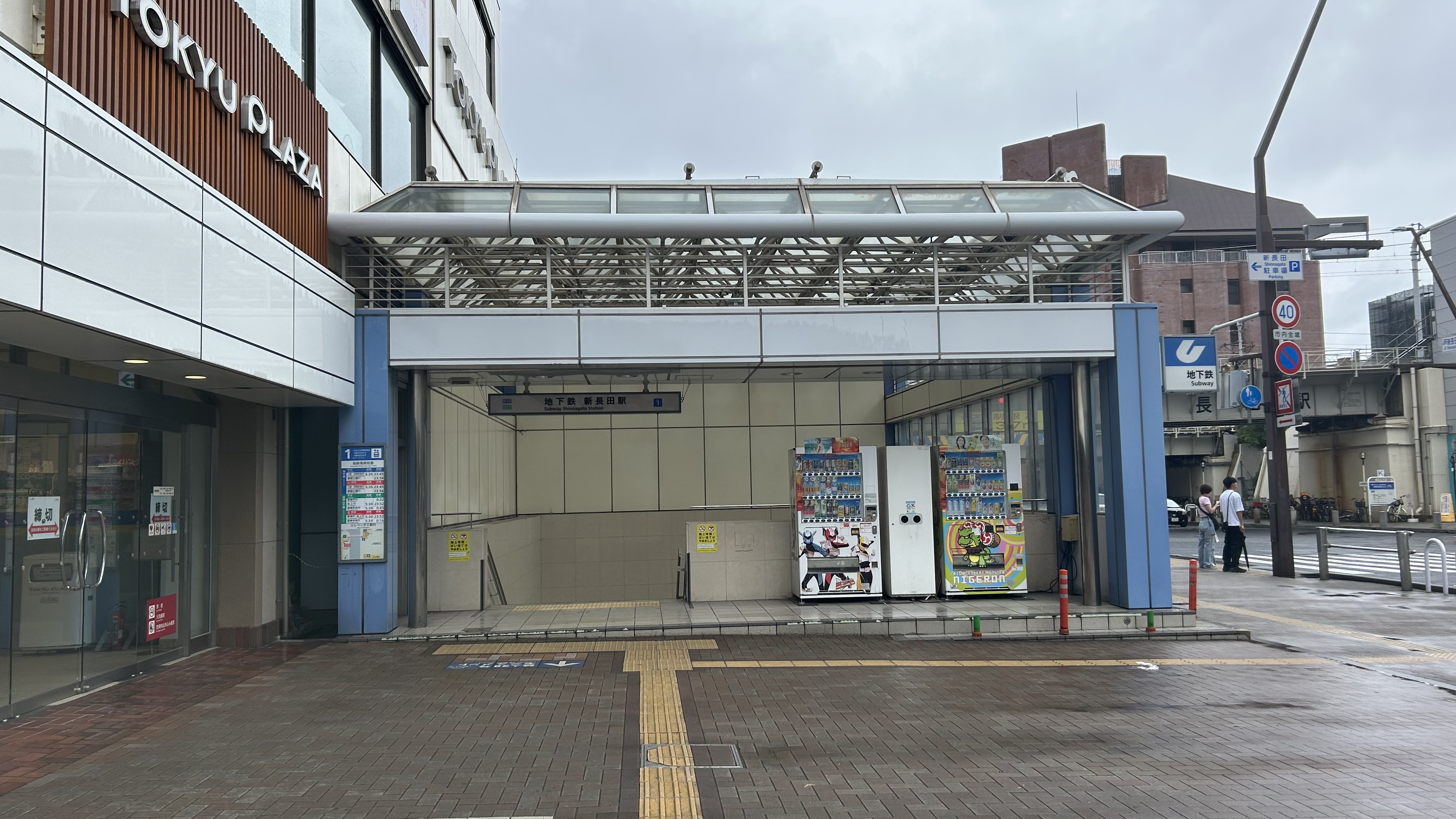
出口1
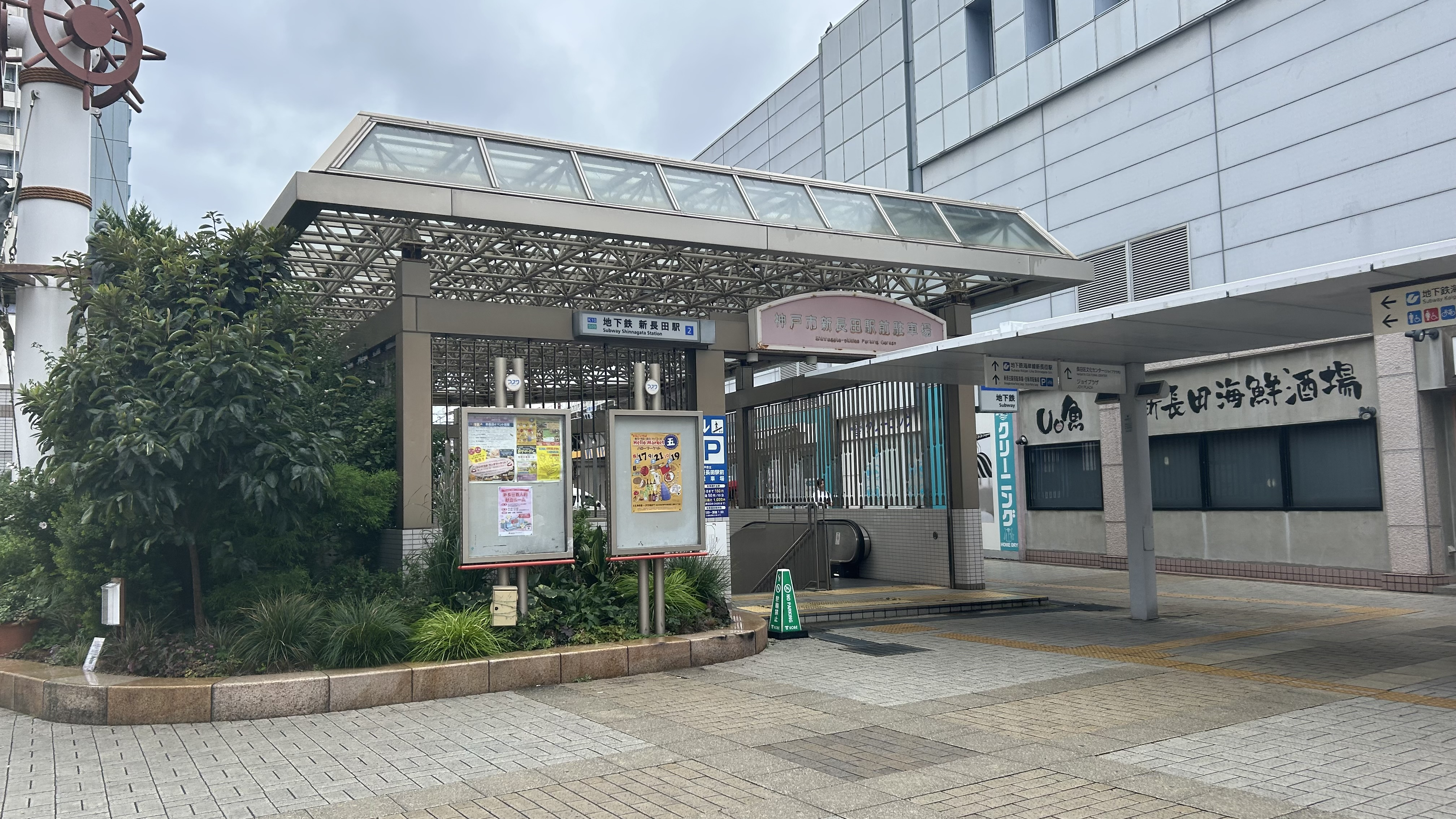
出口2
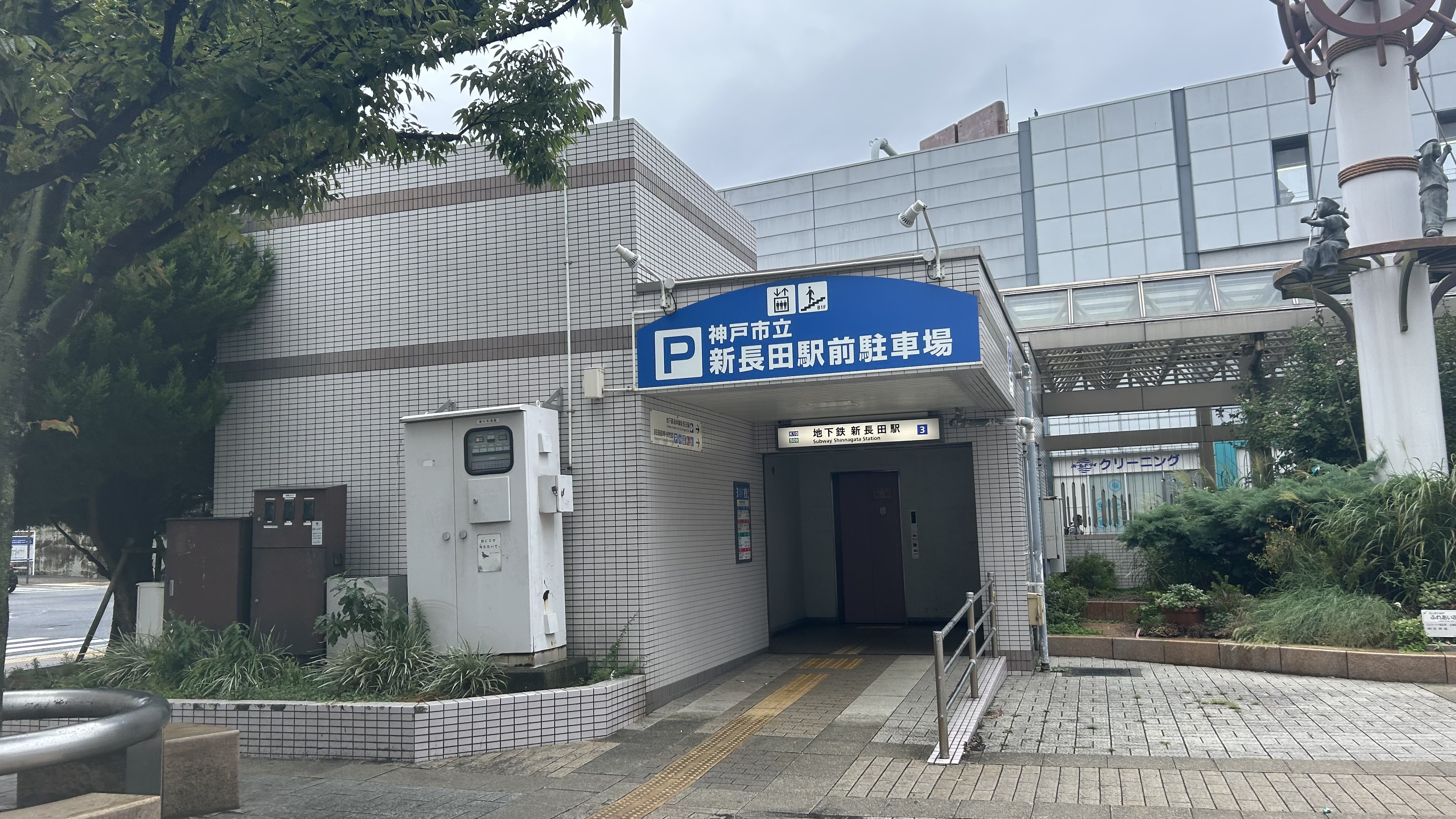
出口3
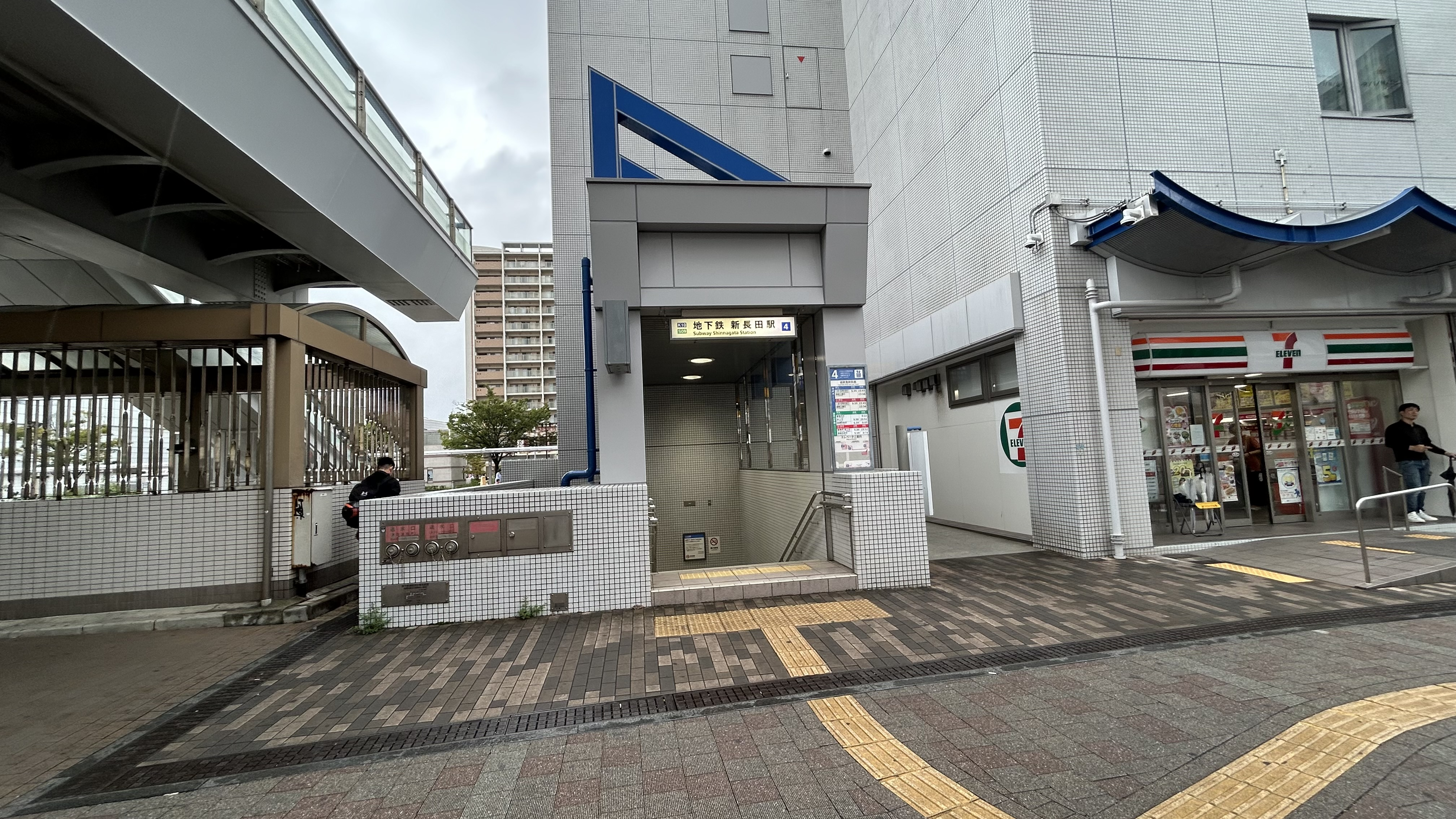
出口4
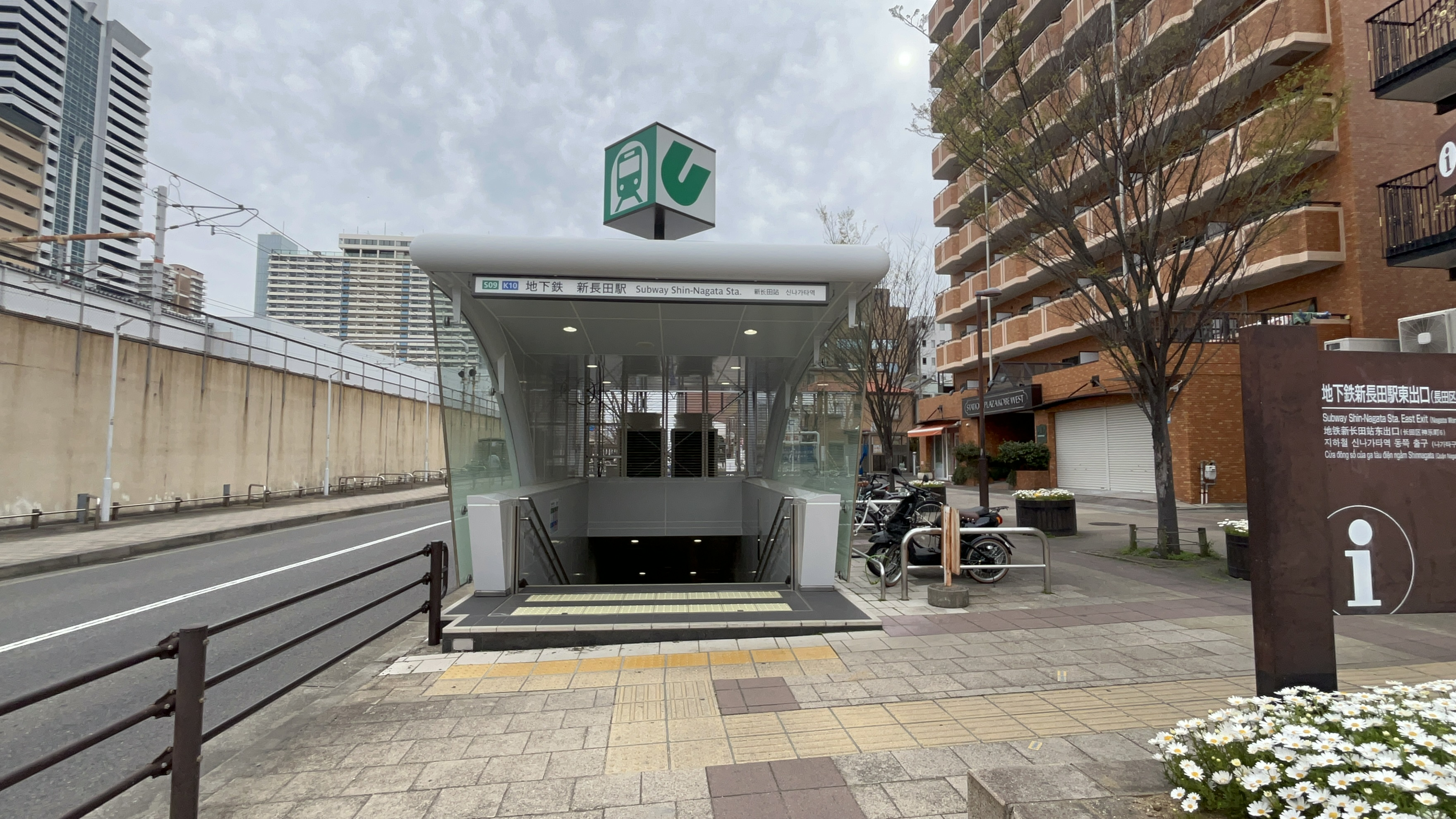
東口
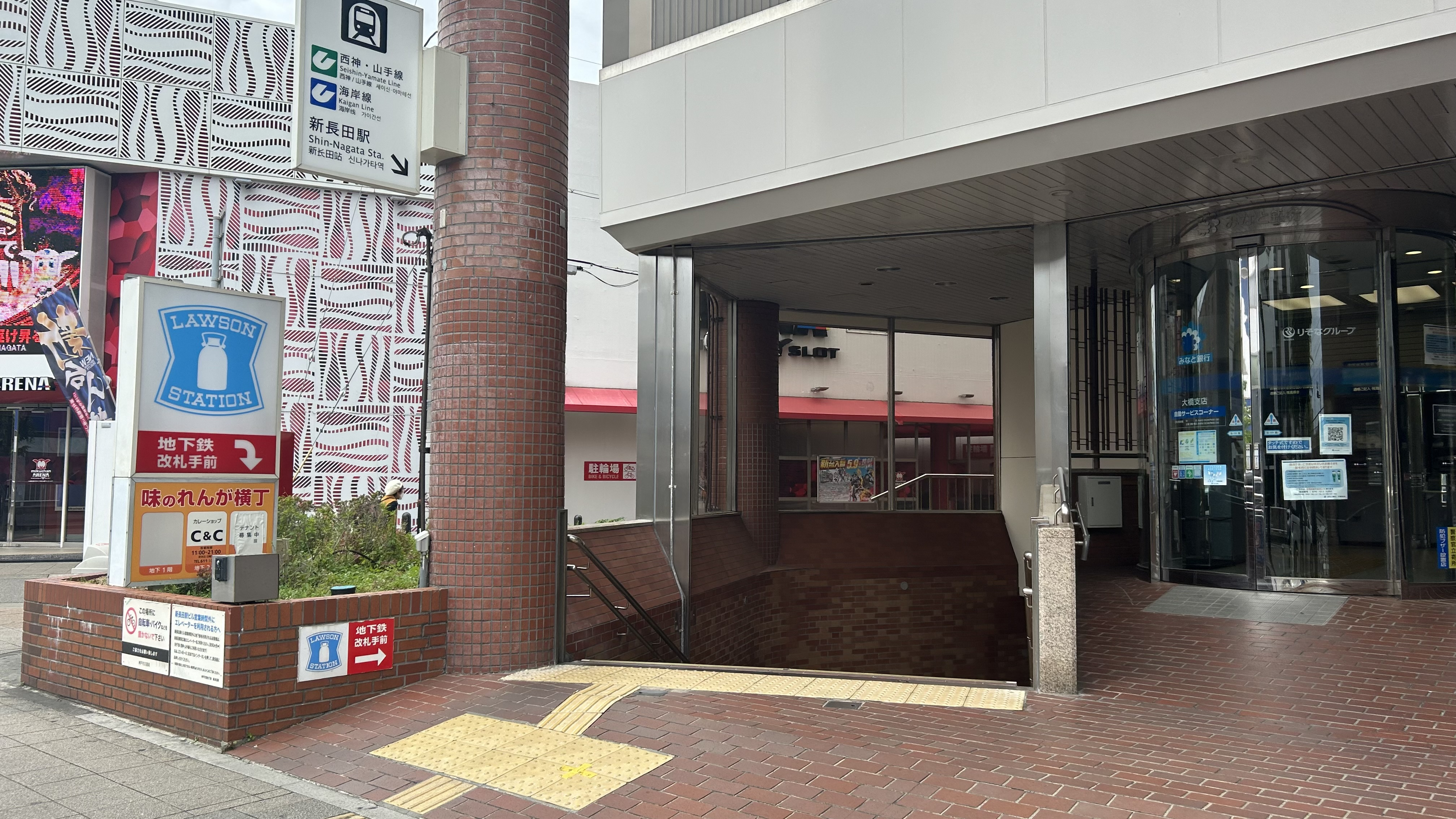
西口
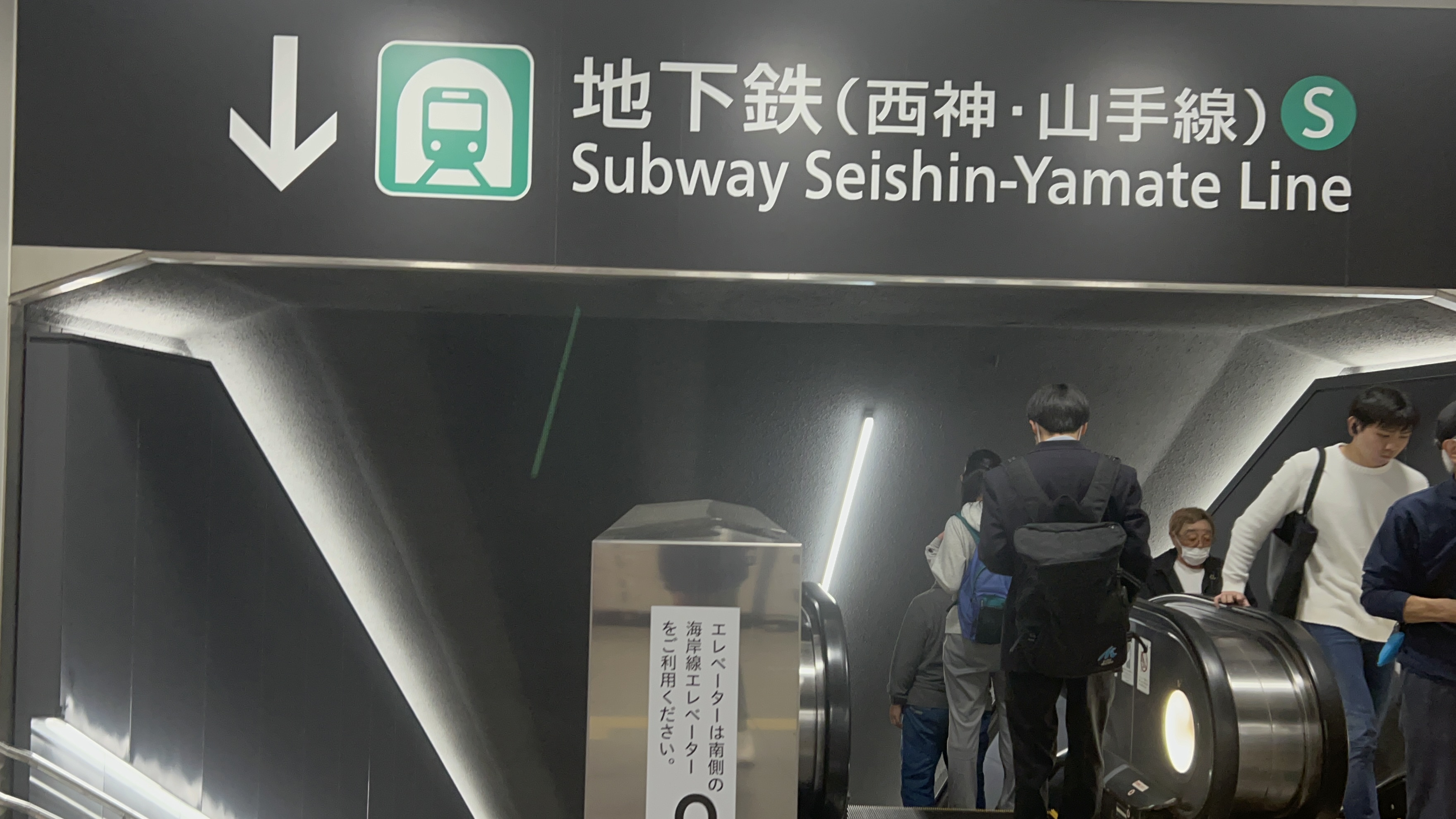
出口

## 利用状況

### JR西日本
「データで見るJR西日本」によると2023年度の1日あたりの乗車人員は20,475人であり、JR西日本の駅で第46位である。
「神戸市統計書」（神戸市企画調整局総合計画課・編）及び「兵庫県統計書」によると、1日あたり乗車人員は以下の通りである。
| 年度   | 1日平均 乗車人員 |
| ------ | ---------------- |
| 1999年 | 21,794           |
| 2000年 | 21,858           |
| 2001年 | 20,933           |
| 2002年 | 20,166           |
| 2003年 | 20,238           |
| 2004年 | 20,474           |
| 2005年 | 20,586           |
| 2006年 | 20,544           |
| 2007年 | 20,647           |
| 2008年 | 21,114           |
| 2009年 | 21,028           |
| 2010年 | 21,027           |
| 2011年 | 21,064           |
| 2012年 | 21,122           |
| 2013年 | 21,421           |
| 2014年 | 21,401           |
| 2015年 | 21,851           |
| 2016年 | 22,013           |
| 2017年 | 22,021           |
| 2018年 | 21,687           |
| 2019年 | 21,717           |
| 2020年 | 18,123           |
| 2021年 | 18,840           |
| 2022年 | 20,153           |
| 2023年 | 20,475           |

### 神戸市営地下鉄
「神戸市統計書」（神戸市企画調整局総合計画課・編）及び「兵庫県統計書」によると、年間乗車人数は以下の通りである。
神戸市営地下鉄（西神・山手線）
| 年度   | 年間 乗車人数 | 左記の内 定期利用者 | 1日平均 乗車人員 |
| ------ | ------------- | ------------------- | ---------------- |
| 1999年 | 5,283千       | 3,181千             |                  |
| 2000年 | 5,126千       | 3,100千             | 14,276           |
| 2001年 | 7,965千       | 4,055千             | 21,822           |
| 2002年 | 7,323千       | 3,896千             | 20,064           |
| 2003年 | 7,407千       | 3,997千             | 20,238           |
| 2004年 | 7,097千       | 3,822千             | 19,445           |
| 2005年 | 7,216千       | 3,945千             | 19,770           |
| 2006年 | 7,207千       | 3,921千             | 19,745           |
| 2007年 | 7,217千       | 3,885千             | 19,718           |
| 2008年 | 7,391千       | 4,013千             | 20,249           |
| 2009年 | 7,284千       | 4,035千             | 19,956           |
| 2010年 | 7,271千       | 4,083千             | 19,921           |
| 2011年 | 7,199千       | 4,069千             | 19,669           |
| 2012年 | 7,135千       | 4,052千             | 19,547           |
| 2013年 | 7,376千       | 4,125千             | 20,208           |
| 2014年 | 7,485千       | 4,304千             | 20,508           |
| 2015年 | 7,636千       | 4,347千             | 20,864           |
| 2016年 | 7,627千       | 4,368千             | 20,896           |
| 2017年 | 7,729千       | 4,457千             | 21,177           |
| 2018年 | 7,702千       | 4,463千             | 21,100           |
| 2019年 | 7,700千       | 4,537千             | 21,039           |
| 2020年 |               |                     | 17,105           |
| 2021年 |               |                     | 17,856           |
| 2022年 |               |                     | 18,638           |

神戸市営地下鉄（海岸線）
| 年度   | 年間 乗車人数 | 左記の内 定期利用者 | 1日平均 乗車人員 |
| ------ | ------------- | ------------------- | ---------------- |
| 2001年 | 1,986千       | 975千               | 7,410            |
| 2002年 | 3,307千       | 1,998千             | 9,059            |
| 2003年 | 3,194千       | 1,861千             | 8,728            |
| 2004年 | 3,143千       | 1,824千             | 8,610            |
| 2005年 | 3,094千       | 1,796千             | 8,478            |
| 2006年 | 3,077千       | 1,741千             | 8,429            |
| 2007年 | 3,065千       | 1,719千             | 8,373            |
| 2008年 | 3,229千       | 1,816千             | 8,847            |
| 2009年 | 3,406千       | 1,941千             | 9,331            |
| 2010年 | 3,393千       | 2,002千             | 9,297            |
| 2011年 | 3,315千       | 1,937千             | 9,056            |
| 2012年 | 3,253千       | 1,905千             | 8,912            |
| 2013年 | 3,330千       | 1,946千             | 9,124            |
| 2014年 | 3,329千       | 1,984千             | 9,122            |
| 2015年 | 3,341千       | 1,967千             | 9,129            |
| 2016年 | 3,329千       | 1,961千             | 9,121            |
| 2017年 | 3,439千       | 1,984千             | 9,422            |
| 2018年 | 3,484千       | 2,048千             | 9,545            |
| 2019年 | 3,491千       | 2,109千             | 9,538            |
| 2020年 |               |                     | 7,835            |
| 2021年 |               |                     | 7,961            |
| 2022年 |               |                     | 8,146            |

## 駅周辺

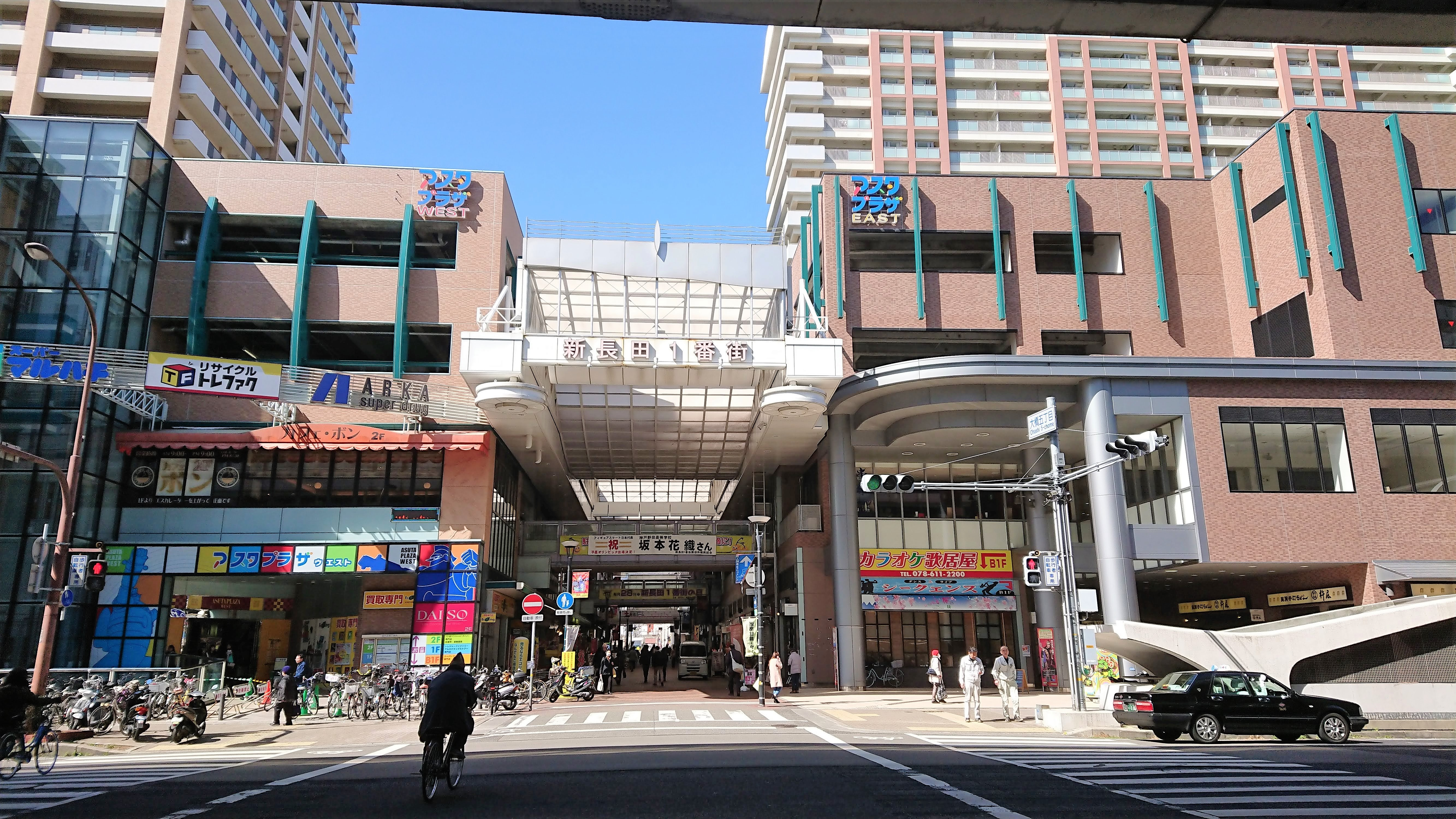
新長田1番街

1995年1月17日に発生した阪神・淡路大震災では、駅施設を初め壊滅的な被害を受けた。震災以降、当駅を含む周辺地域は神戸市の再開発重点地区に指定され、特に当駅よりも南側の地区で都市再開発事業が進んだ。その結果、商業施設やホテル・住宅を併設した高層ビル街が形成された。
所在地の長田区は焼き物・粉もの料理の街としても有名で、当駅近くにある飲食店が発祥とされる「そばめし」を初めとした多様な飲食店が充実している。また、長田区は漫画家・横山光輝の生地であることから、2007年には『KOBE鉄人PROJECT』と称した街おこしのプロジェクトが立ち上げられ、当駅の西側にある若松公園に横山の代表作『鉄人28号』の実寸大モニュメント（全高18m、但し実際の高さは15m）が設置されたり、さまざまなイベントを開催したりしてPRを推し進めている。
- 新長田駅前ビル
  - 東急プラザ新長田（商業施設部分）
  - 三菱UFJ銀行新長田出張所

（長田支店は中央区明石町の神戸支店内）
- ピフレ新長田
- シューズプラザ
- アスタプラザ（ファースト、イースト、ウエスト）
- アスタくにづか（1 - 6番館）
  - みずほ銀行新長田出張所 - 旧長田支店、現在は中央区の神戸支店内にある。
  - 三井住友銀行駒ケ林出張所 - 2003年3月14日まで駒ケ林支店だったが、3月17日に長田支店に統合され、2025年2月10日に移転。

（現在長田支店は兵庫区湊町の兵庫支店・湊川支店内にある。）
- 新長田地下鉄ビル
  - みなと銀行大橋支店
- ホテルウィングインターナショナル神戸新長田駅前

（2019年6月1日よりホテル運営事業者変更のため、旧ホテルサーブ神戸アスタからリブランド）
- 神戸市立駒ケ林中学校
- 神戸市立新長田図書館
- 日本郵便 長田郵便局
- 西代寺
- 若松公園（鉄人28号の像）
- 国道2号
- 阪神高速道路
  - 湊川ジャンクション
  - 湊川出入口（3号神戸線）
- 西代駅（山陽電鉄本線・阪神神戸高速線、北東に約650m）

地下鉄と山陽・阪神との乗り換えは、それぞれ隣の板宿駅と長田駅の方が便利である。
- 新長田1番街
- 大正筋商店街[1]
- 本町筋商店街

## バス路線
すべて神戸市交通局により運行されている。
新長田駅前にはバスロータリーが整備されていないため、市道五位ノ池線を挟んで５つのバス停が設置されている。なお、神戸市都市局により新長田駅前再整備に伴うバスロータリーの整備が計画されている。
また、折り返し設備がないため全路線が運用上の起終点が同じ循環路線となっている。ただし、95・96系統では松原営業所からの出庫便が存在する。
- 北行（北から1番目の乗り場）
  - 5系統：若草町・妙法寺駅前
- 北行（北から2番目の乗り場）
  - 10系統：須磨水族園
  - 17系統：ひよどり台・しあわせの村
  - 80系統：高尾台
- 北行（北から3番目の乗り場）
  - 81系統：須磨一の谷
  - 96系統：神戸駅前
- 南行（南から1番目の乗り場）
  - 13系統：兵庫駅前
  - 95系統：神戸駅前
- 南行（南から2番目の乗り場）
  - 10系統：須磨水族園
  - 17系統：二葉町

過去には、急行9系統の山手経由三宮貿易センター行きや115系統のかるもプール行きが運行されていたが、地下鉄の開業や震災の影響、路線再編などにより廃止された。

## 隣の駅
西日本旅客鉄道（JR西日本）
 JR神戸線（山陽本線）
■新快速・■快速
通過
■普通（JR東西線・学研都市線内で区間快速となる列車を含む）
兵庫駅 (JR-A64) - 新長田駅 (JR-A65) - 鷹取駅 (JR-A66)
神戸市営地下鉄
西神・山手線
長田駅 (S08) - 新長田駅 (S09) - 板宿駅 (S10)
海岸線
駒ヶ林駅 (K09) - 新長田駅 (K10)
- 括弧内は駅番号を示す。